# Grímsey
Grímsey ist eine kleine Insel 40 Kilometer nördlich der Nordküste Islands. Sie gehört zur isländischen Region Norðurland eystra. Die Insel liegt direkt auf dem Polarkreis und stellt das nördlichste bewohnte Gebiet Islands dar.

## Geographie

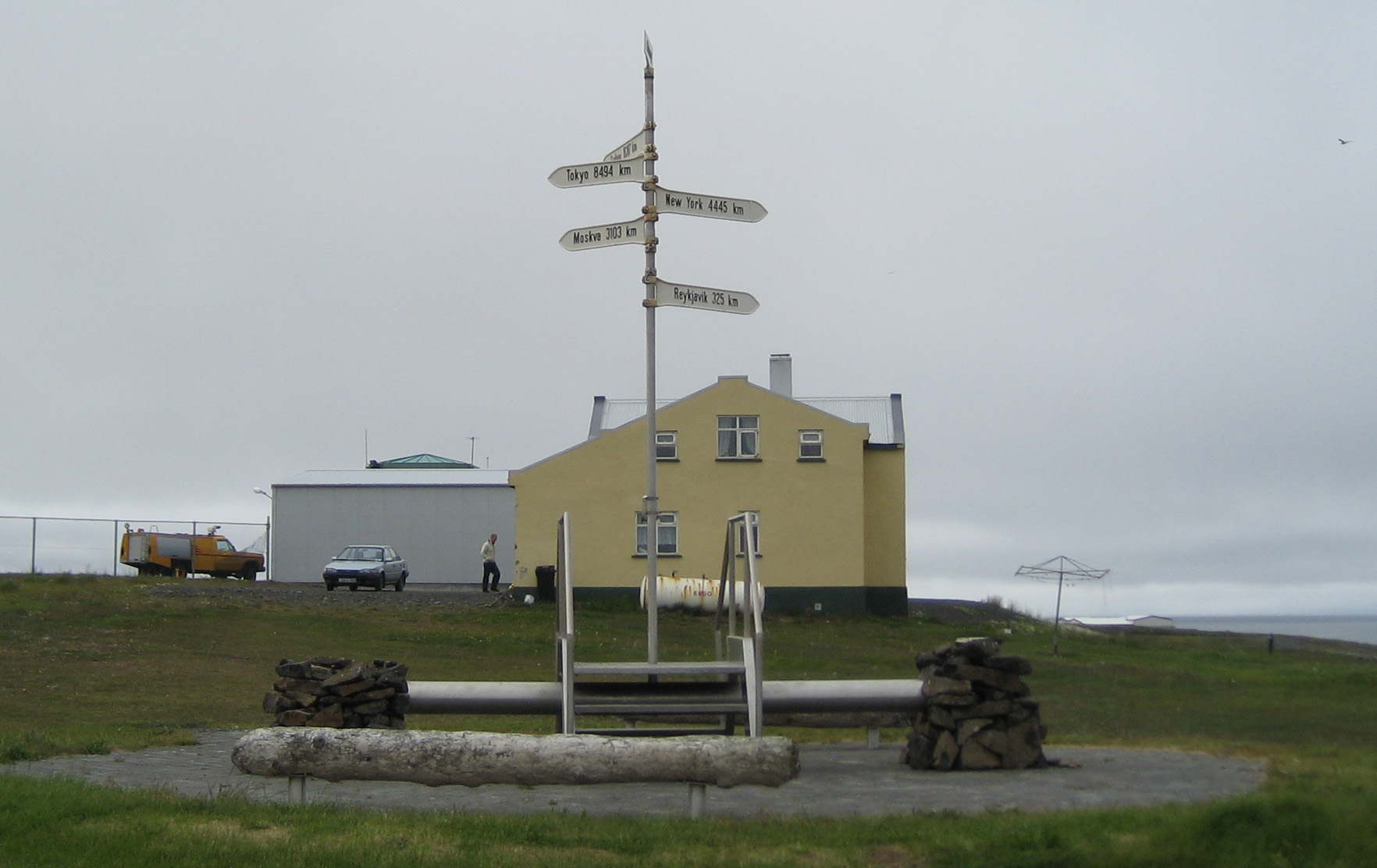
Denkmal: Nordpolarkreis auf Grímsey

Grímsey befindet sich direkt am Polarkreis, der durch die Insel verläuft. Damit ist die Insel der einzige bewohnte Ort Islands, an dem die Mitternachtssonne zu sehen ist. Die höchste Erhebung liegt 105 m über dem Meeresspiegel. Die nächstgelegene Insel ist Flatey, 39,4 km weiter südlich. Der nächstgelegene Ort auf der isländischen Hauptinsel ist Þönglabakki im Verwaltungsbezirk Suður-Þingeyjarsýsla.
Die Fläche der Insel beträgt 5,3 km2.

## Geschichte
Gletscherschrammen an den Felsen auf Grímsey sind ein Beleg dafür, dass die Insel – wie auch der Rest Islands – im Pleistozän von Gletschern bedeckt war. Der Sage nach ist die Insel benannt nach Grím, dem ersten Siedler, der bereits im Landnámabók erwähnt wurde. In der um 1230 verfassten Heimskringla wird die Insel erwähnt, da der norwegische König Olav sie von den Bewohnern Islands als Geschenk erhalten wollte. Aus späteren Zeiten ist überliefert, dass Grímsey von den Hungersnöten, die Island immer wieder heimsuchten, verschont blieb. Den Menschen auf Grímsey diente nicht nur Fisch, sondern auch die hier zahlreich vorkommenden Seevögel und ihre Eier als Nahrung. 1988 fielen alle Schafe auf Grímsey einer Seuche zum Opfer, so dass es lange auf der Insel keine Schafe gab. 2024 gab es ein paar Tiere inkl. Nachwuchs. Bis zum 31. Mai 2009 bildete die Insel eine eigenständige Landgemeinde (isl. Grímseyjarhreppur). Seither gehört sie zur Stadt Akureyri.

## Verkehr

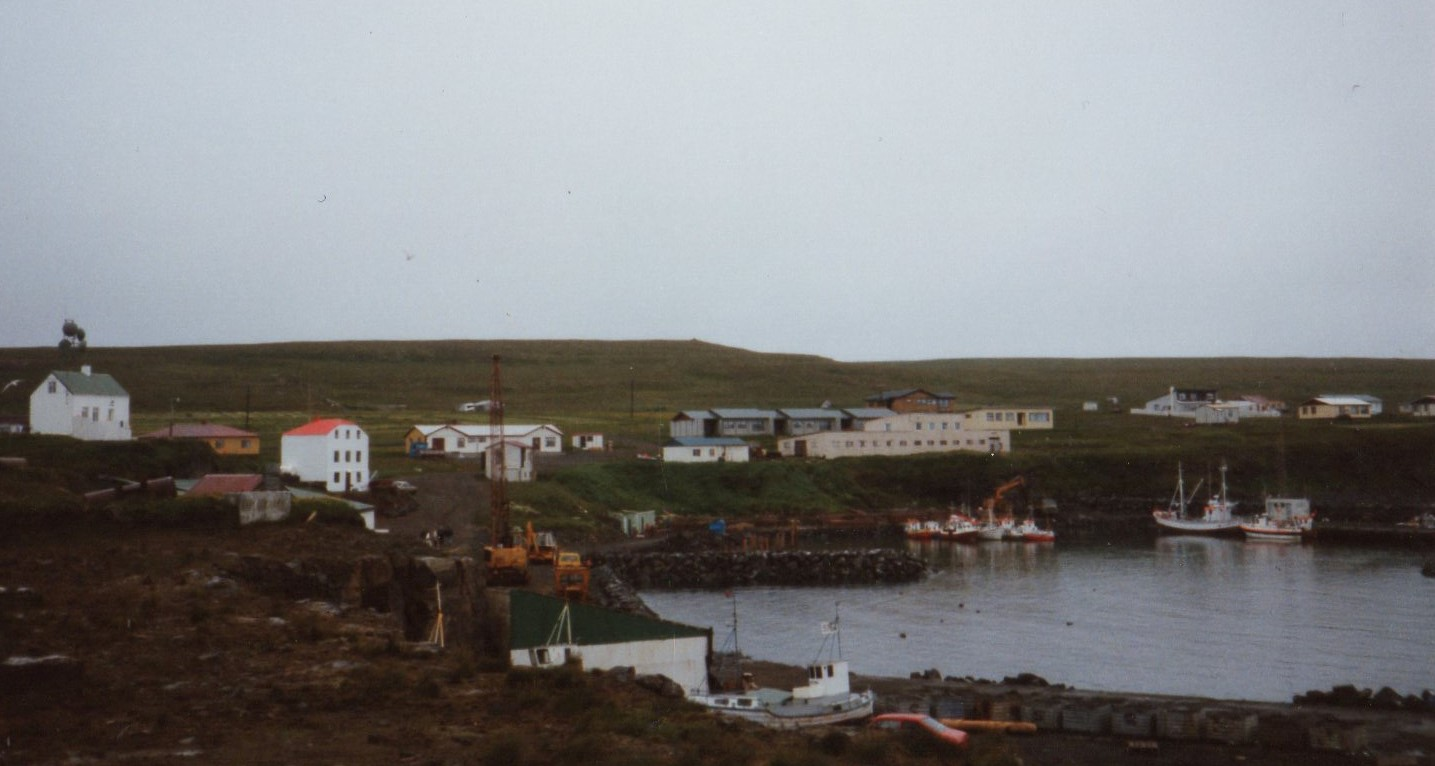
Hafen

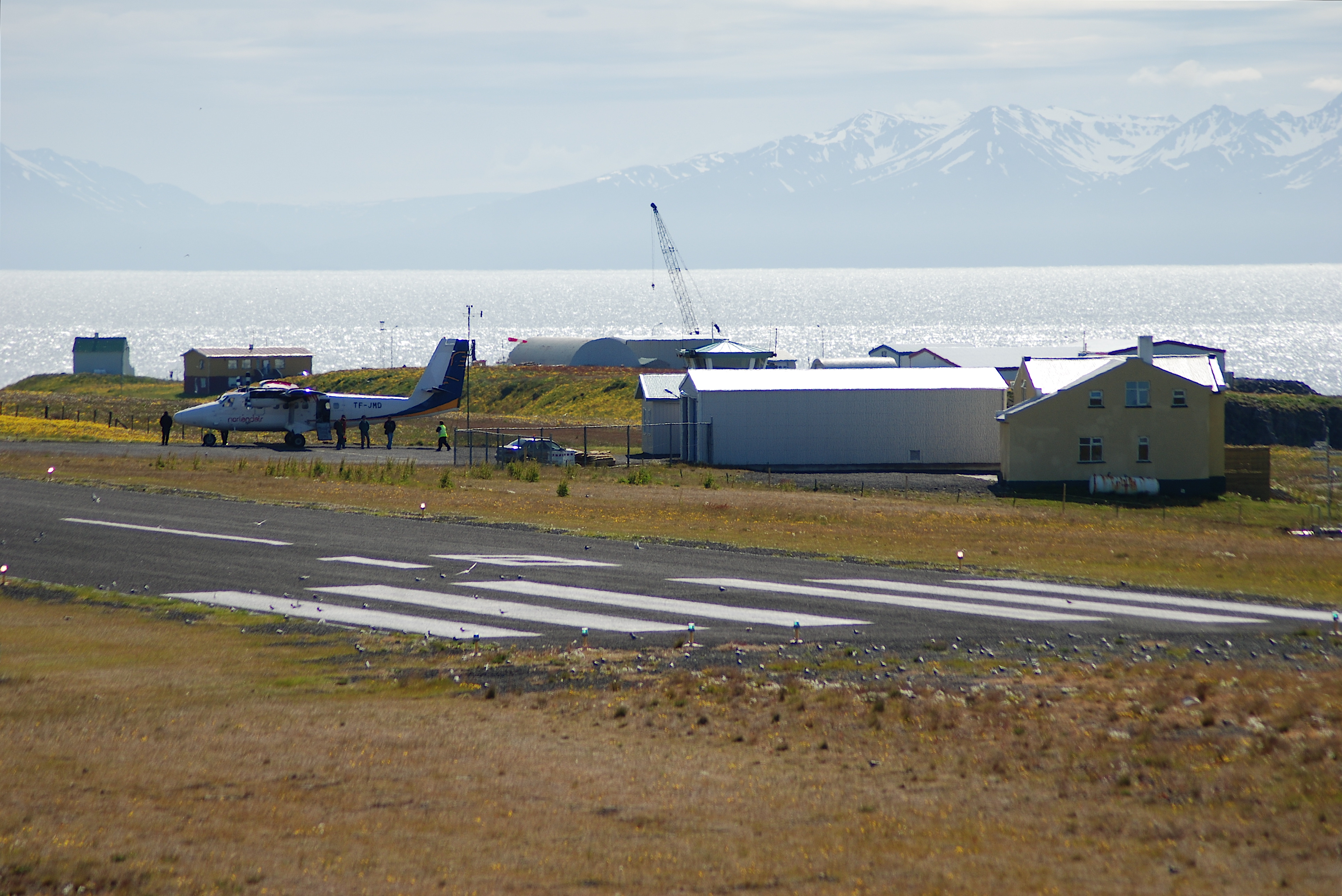
Flugplatz Grímsey

Die Insel verfügt über den kleinen Flugplatz Grímsey (IATA-Code GRY, ICAO-Code BIGR), der von Akureyri aus angeflogen wird. Die einzige Ortschaft der Insel liegt unweit südlich der Landebahn. Das Straßennetz der Insel umfasst 3 km asphaltierte Straßen. Das Inselinnere ist von verschiedenen Wanderwegen durchzogen.
Von Dalvík aus fährt dreimal die Woche eine Fähre nach Grímsey. Die Fahrzeit beträgt ungefähr drei Stunden, bei Sturm wesentlich länger. Es wird bei fast jedem Wetter gefahren.

## Vogelbeobachtung
Auf der Insel ist die Haltung von Katzen und Hunden nicht gestattet, und so lassen sich sehr gut Vögel beobachten, darunter Papageientaucher, Tordalk, Gryllteisten, Lummen und mehrere Möwenarten. Auch der geschützte Krabbentaucher ist auf Grímsey zu sehen, sonst kommt er in Island nicht vor.

## Vegetation und Klima

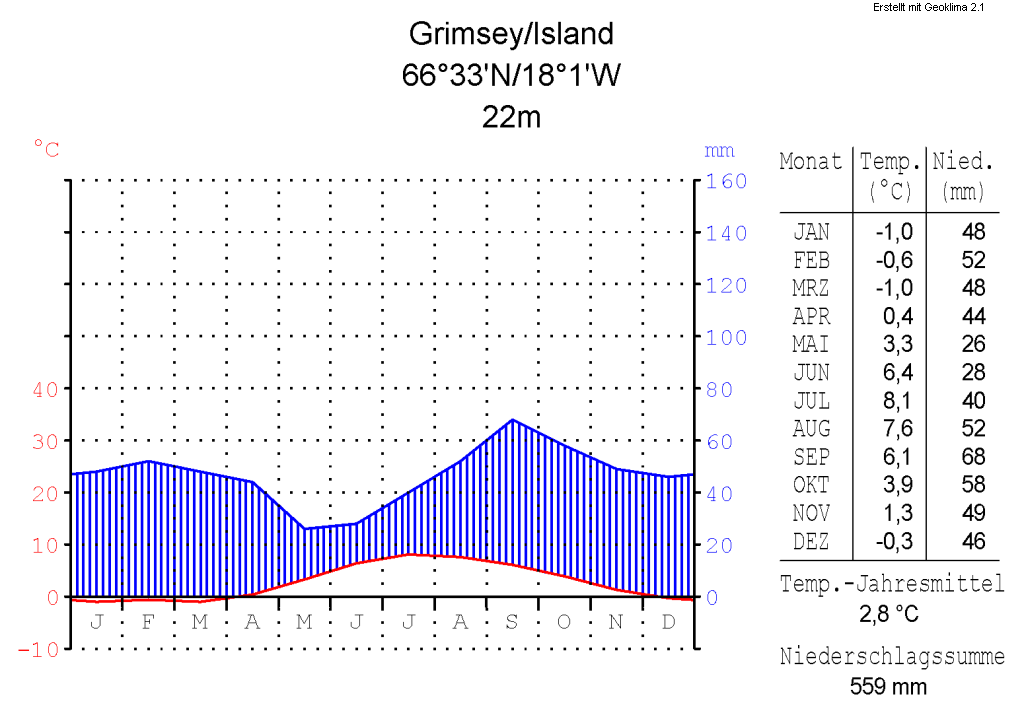
Klimadiagramm von Grímsey

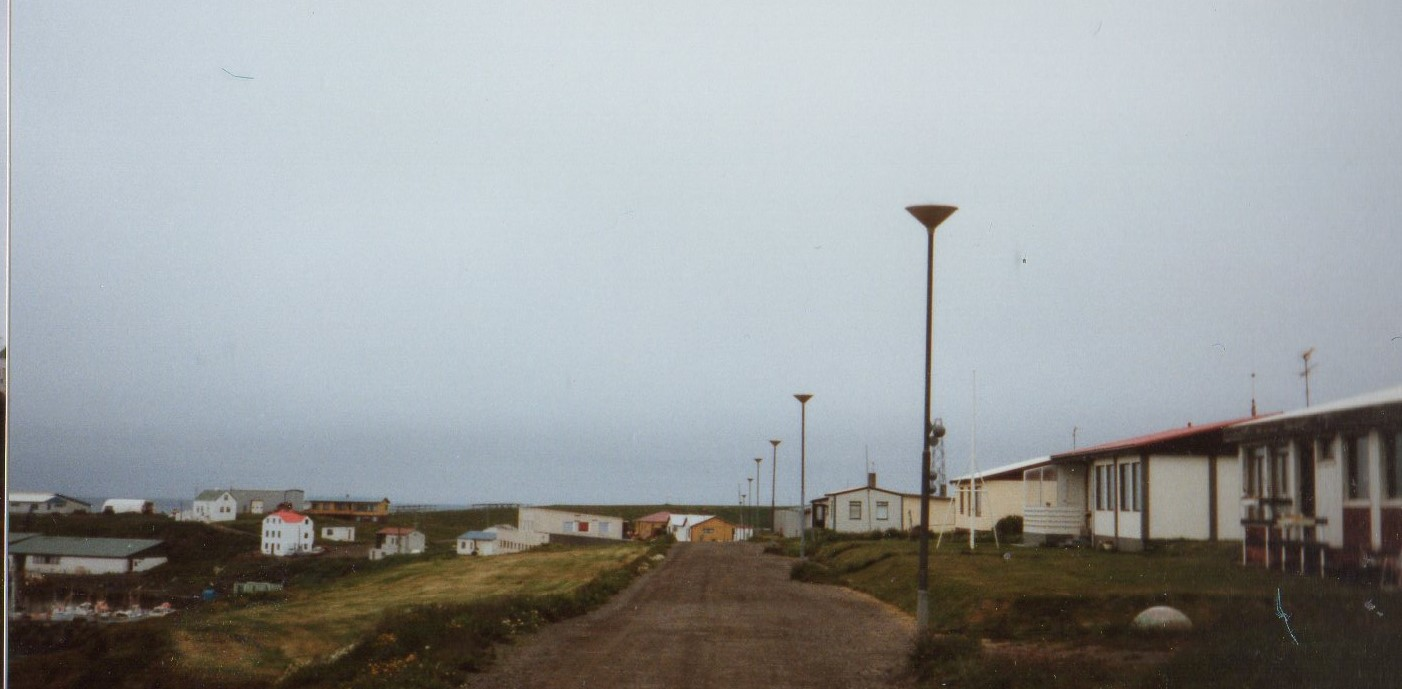
Hauptstraße

Die Vegetation – auf Grímsey kommen etwa 100 Pflanzenarten vor – ist relativ karg und tundrenähnlich. Im Inselinneren dehnen sich Moore und Grasflächen aus. Bäume wachsen nicht auf Grímsey, nur einzelne niedere Sträucher.
Entsprechend seiner Lage weist Grímsey ein maritim-polares Klima auf. Die Mitteltemperatur der kältesten Monate (Januar, Februar) beträgt etwa −1 °C. Im Juli wird eine Mitteltemperatur von +8 °C erreicht. Die absoluten Temperaturextreme sind −20 °C und +21 °C. Frost kann in jedem Monat auftreten. Die Jahresniederschlagssumme beträgt etwa 559 mm.

## Wirtschaft und Tourismus
Der Haupterwerbszweig der Inselbewohner ist die Fischerei. Früher waren auch Schafzucht sowie der Fang von Seevögeln und das Sammeln ihrer Eier von Bedeutung. Auf Grímsey gibt es zwei Gästehäuser zur Unterbringung von Touristen. Eine der Hauptattraktionen der Insel ist ein Denkmal, das den Verlauf des nördlichen Polarkreises, der den Nordteil der Insel durchschneidet, anzeigt. Am Flugplatz gibt ein Richtungsanzeiger die Entfernungen nach Reykjavík (325 km), London, Moskau, New York, Tokio und Sydney an.

## Einwohnerentwicklung
| Datum * | Einwohner |
| ------- | --------- |
| 1997    | 099       |
| 2003    | 093       |
| 2004    | 092       |
| 2005    | 102       |
| 2006    | 099       |
| 2007    | 103       |

* jeweils zum 1. Dezember 

## Einrichtungen

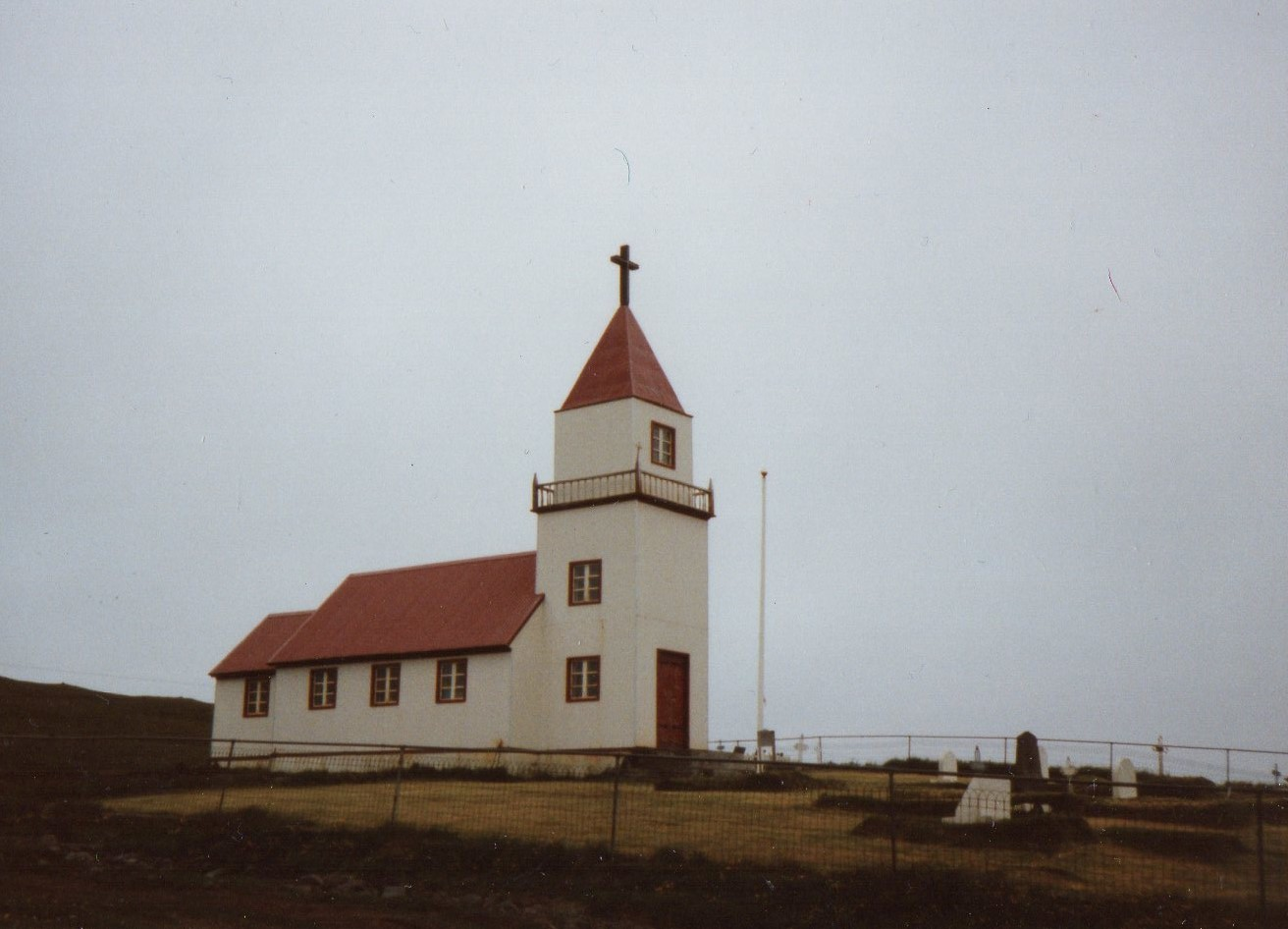
Kirche (2021 abgebrannt) und Friedhof

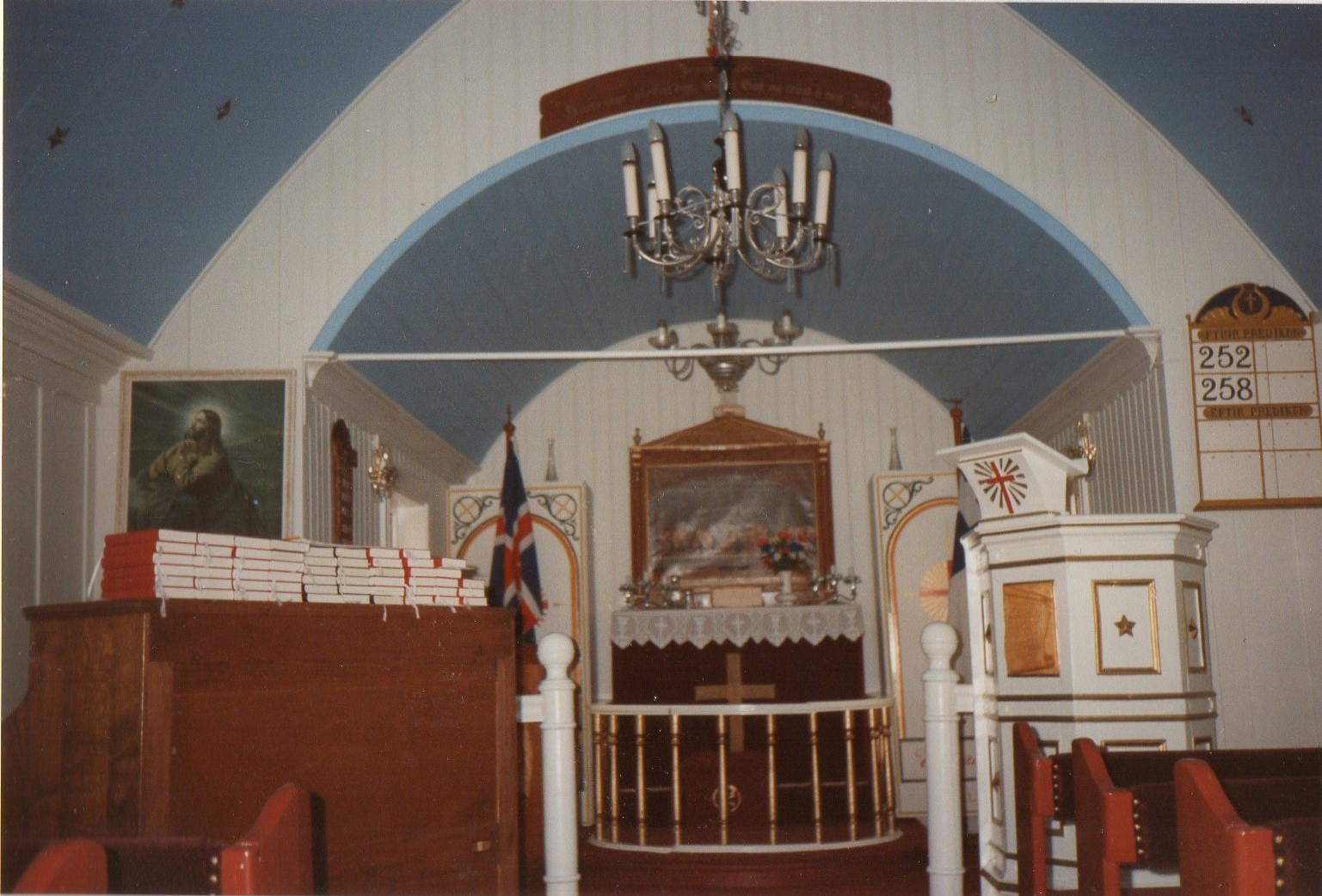
Inneres der 2021 abgebrannten Kirche

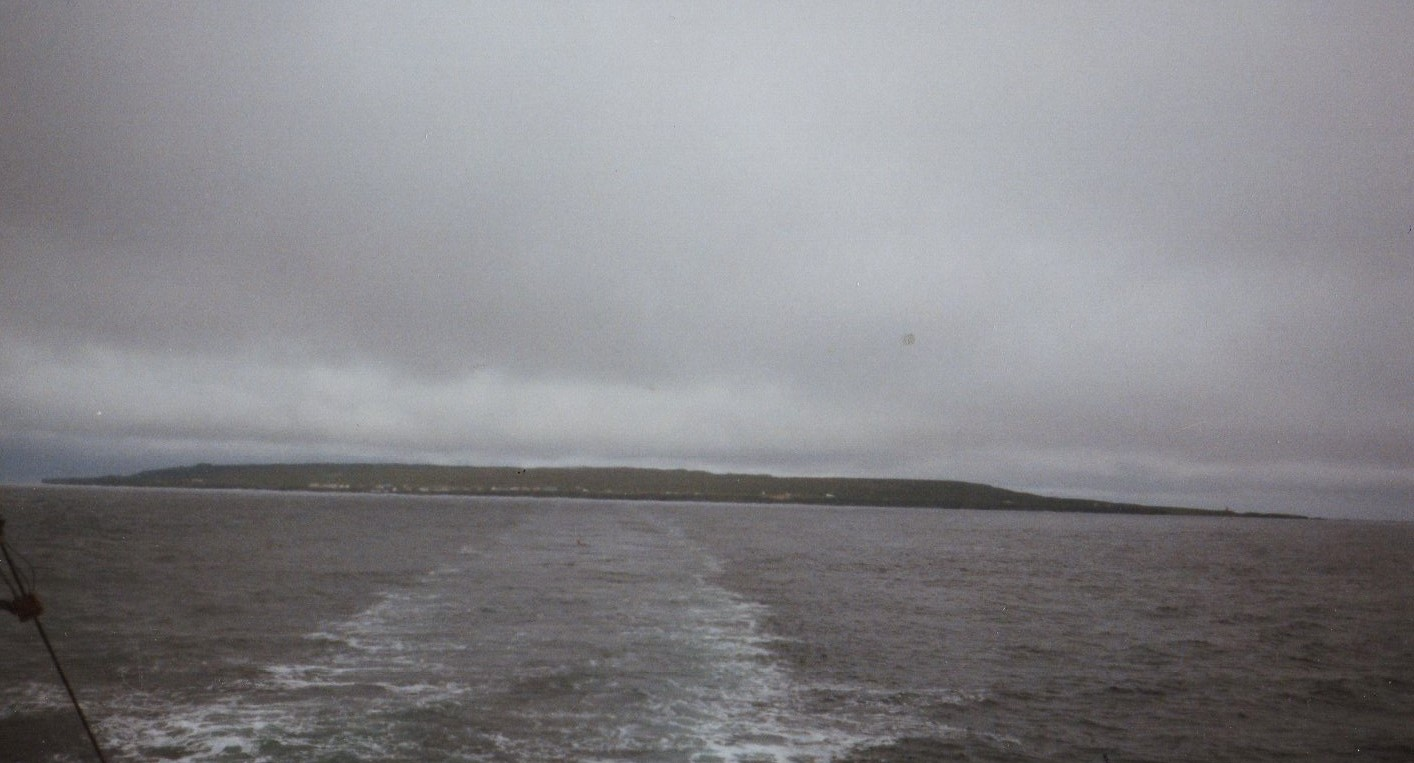
Gesamtansicht der Insel

Die einzige Ortschaft auf Grímsey verfügt im nördlichen Ortsteil Sandvík über eine Schule, einen Laden zur Deckung des täglichen Bedarfs, eine Poststelle, ein Dorfgemeinschaftshaus, ein Hallenbad und eine Bücherei.
Die Kirche im südlichen Ortsteil Miðgarður, in der unter der Leitung eines Pastors vom Festland viermal im Jahr ein Gottesdienst stattfand, wurde 1867 aus Treibholz erbaut und 1956 renoviert. Der Turm wurde 1932 nachträglich angebaut, ebenso der Chor mit einer Länge von 3,11 m und einer Breite von 3,39 m. Das Kirchenschiff war 7,69 m lang und 4,77 m breit. In der Nacht zum 22. September 2021 brannte die Kirche komplett ab, und von der Einrichtung konnte nichts gerettet werden. 2022 wurde eine neue Kirche erbaut, die der Vorgängerkirche ähnlich sieht und rund 120 Mio. Isländische Kronen gekostet hat. Am 25. September 2022 fand in der neuen Kirche der erste Gottesdienst statt. Die Einweihung der neuen Kirche ist für den Sommer 2023 vorgesehen.

## Trivia
Die Insel Grímsey ist Schauplatz von Fred Vargas’ Roman Das barmherzige Fallbeil sowie von Ulrich Schachts Roman Grimsey.
Aufgrund der Oszillation der Erdachse verschiebt sich der Polarkreis allmählich gen Norden. Es wird davon ausgegangen, dass er im Jahr 2047 nicht mehr auf der Insel liegt. Infolgedessen wird das Kunstwerk "Orbis et Globus", eine Kugel, die jährlich 14 m nach Norden verschoben wird, in das Meer gerollt werden.